# Cchiu'assaje
Cchiu'assaje è il quarto album in studio del cantante napoletano Anthony, pubblicato nel 2007.

## Tracce
1. Chella già fà ammore - (con Alessio)
2. Sti figlie e Napule
3. Cchiù assaje
4. Una Magia
5. Napule Napule
6. Bambola
7. Esplosione d'amore
8. Esageratamente